# Rene
Il rene, dal greco nephros, è un organo parenchimatoso di colore rossastro-marrone che, insieme alle vie urinarie, forma il sistema urinario.

## Disposizione e rapporti
I reni sono situati retroperitonealmente sulla parete posteriore dell’addome e, in posizione supina, si trovano tra i processi trasversi delle vertebre T12 e L3. In posizione eretta, in fase di inspirazione profonda, entrambi i reni possono scendere fino a raggiungere, o anche superare, la cresta iliaca.
Entrambi i poli superiori sono solitamente orientati leggermente verso l’interno (medialmente) e posteriormente rispetto ai poli inferiori. Inoltre, il rene destro è generalmente posizionato leggermente più in basso rispetto al rene sinistro, probabilmente a causa della presenza del fegato.
Ciascun rene presenta rapporti anteriori differenti che riflettono le differenti relazioni con i vari organi endoaddominali, mentre i rapporti posteriori sono simili, con gli stessi muscoli presenti da entrambi i lati della parete addominale posteriore.

Sopra ciascun rene e separate dalla fascia renale, si trovano le ghiandole surrenali. La ghiandola surrenale destra, di forma piramidale, è orientata verso l’apice del rene destro, mentre la ghiandola surrenale sinistra, di forma semilunare, è orientata più medialmente rispetto al rene sinistro.

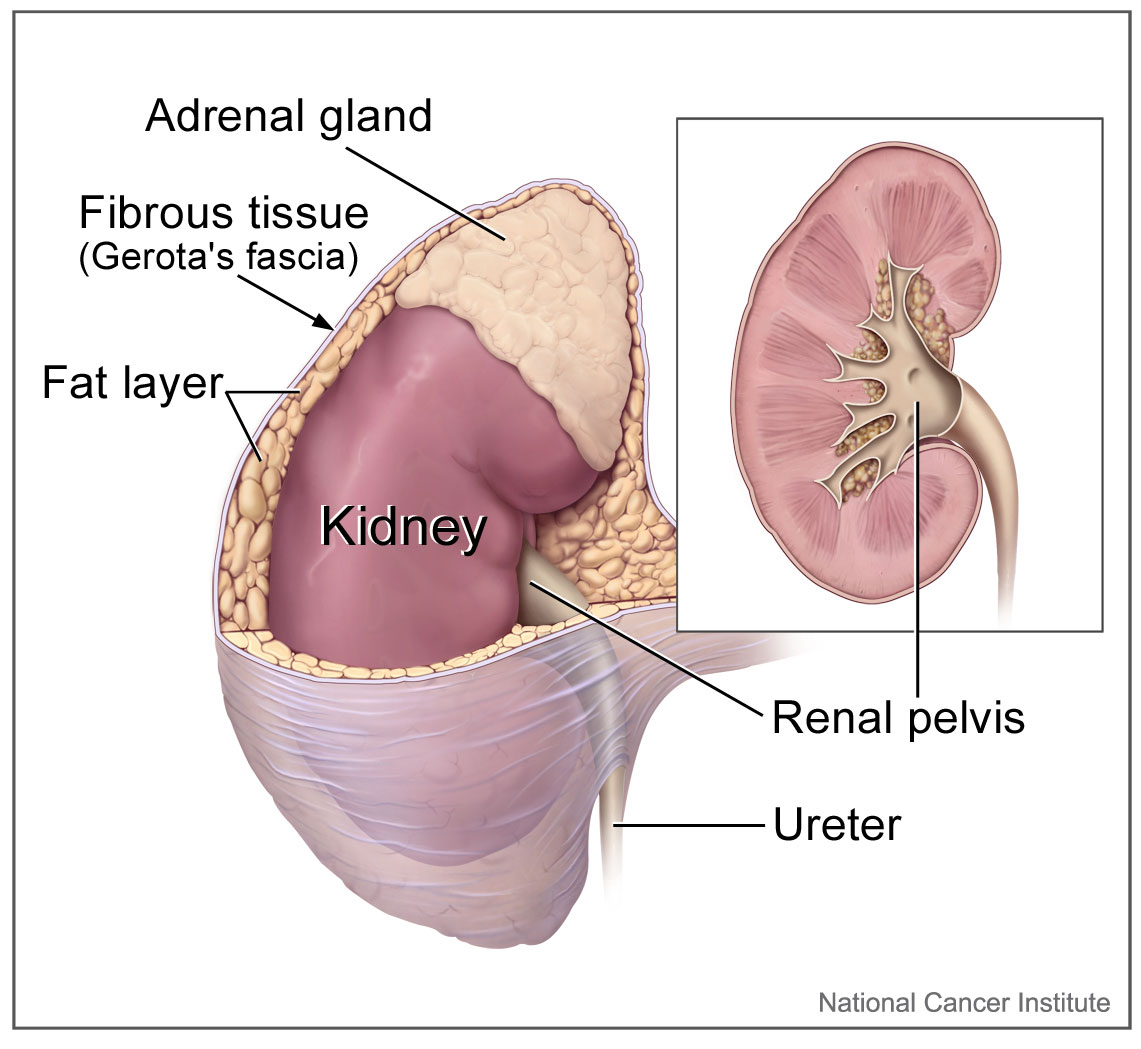
Loggia fibrosa del rene in sezione trasversale.

Il rene destro è situato posteriormente rispetto al colon ascendente, alla seconda parte del duodeno (medialmente) e al fegato, dal quale è separato dal recesso epatorenale. Il rene sinistro è posto posteriormente al colon discendente. Il suo ilo renale è laterale rispetto alla coda del pancreas. La porzione superomediale è adiacente alla grande curvatura dello stomaco e il polo superiore sinistro è adiacente alla milza, connesso ad essa tramite i legamenti splenorenali.
Posteriormente, il diaframma poggia sul terzo superiore di ciascun rene, con la dodicesima costola che passa posteriormente sopra il polo superiore. I reni sono solitamente posizionati sopra l’aspetto mediale del muscolo ileopsoas e l’aspetto laterale del muscolo quadrato dei lombi. Gli ureteri prossimali generalmente attraversano il muscolo ileopsoas nel loro percorso verso la pelvi ossea. L’intera area che coinvolge direttamente i reni è considerata retroperitoneale.

### Vascolarizzazione ed innervazione

#### Vascolarizzazione
Sul margine mediale di ciascun rene si trova l’ilo renale, dove l’arteria renale entra e la pelvi renale e la vena renale escono dal seno renale. La vena renale si trova anteriormente rispetto all’arteria renale, che a sua volta è anteriore alla pelvi renale. La pelvi renale rappresenta l’estremità superiore appiattita dell’uretere. Essa riceve 2 o 3 calici maggiori, ciascuno dei quali riceve 2 o 3 calici minori. I calici minori sono incavati dalle papille renali, che costituiscono gli apici delle piramidi del Malpighi. Una piramide e il suo tessuto corticale costituiscono un lobo.
Circa il 20% della gittata cardiaca totale è destinata ai reni. Questi organi altamente vascolarizzati sono irrorati dalle arterie renali, che si diramano dall’aorta al di sotto dell’arteria mesenterica superiore ed entrano nell’ilo renale all’altezza della vertebra L2. L’arteria renale destra, più lunga, passa posteriormente rispetto alla vena cava inferiore (VCI).
Entrambe le arterie renali si dividono vicino all’ilo renale, dando origine a cinque arterie segmentali. Il primo ramo è l’arteria segmentale posteriore, che irrora il segmento posteriore del rene. Le altre quattro arterie segmentali principali derivano dal ramo anteriore dell’arteria renale e prendono il nome dal segmento renale che irrorano:
- arteria segmentale superiore
- arteria segmentale anterosuperiore
- arteria segmentale anteroinferiore
- arteria segmentale inferiore

Le arterie renali accessorie, residui embrionali presenti in circa il 25% delle persone a causa della mancata degenerazione di alcuni vasi, possono originarsi dall’aorta o dall’arteria renale e solitamente entrano nei poli del rene.
Le vene renali seguono anteriormente il percorso delle arterie renali. È importante notare che la vena renale sinistra è più lunga di qualche centimetro rispetto alla destra, poiché deve attraversare la linea mediana da sinistra per raggiungere la vena cava inferiore all’altezza di L2 o L3. Per questo motivo, nei trapianti si preferisce solitamente il rene sinistro come organo da donare, grazie alla maggiore lunghezza della sua vena.
Nella maggior parte dei casi:
- la vena gonadica sinistra drena inferiormente nella vena renale sinistra
- la vena renale sinistra riceve anche la vena surrenale sinistra e la vena frenica inferiore sinistra
- rami della vena lombare o della vena emiazigos si uniscono alla vena renale sinistra nel 75% delle persone

Al contrario, sul lato destro le vene gonadica e renale drenano separatamente nella vena cava inferiore nella maggior parte dei casi. Infine, i reni sono drenati da vasi linfatici, talvolta uniti ai linfatici che drenano gli ureteri prossimali, i quali confluiscono nei linfonodi aortici a sinistra e nei linfonodi laterali inferiori della vena cava a destra.

#### Innervazione
L’innervazione dei reni, di una parte degli ureteri prossimali e delle ghiandole surrenali, avviene tramite il plesso nervoso renale, composto da fibre simpatiche e parasimpatiche. Questo plesso riceve fibre dai nervi splancnici addomino-pelvici. Le fibre simpatiche efferenti innervano completamente i nefroni e la vascolarizzazione renale, con particolare concentrazione attorno agli arterioli afferenti, ai tratti ascendenti spessi e ai tubuli contorti distali.
I nervi afferenti sensoriali renali si trovano principalmente nella pelvi renale, seguendo l’arteria renale o l’uretere prossimale fino alla parete pelvica. Questi nervi svolgono un ruolo importante nella regolazione del flusso simpatico e della pressione sanguigna. Alcuni seguono l’uretere o la pelvi in modo parallelo, altri sono disposti in modo circonferenziale. Innervano la parete pelvica, l’arteria renale e la vena renale.
Non si trovano fibre sensoriali nella midollare renale e solo poche sono presenti nella corteccia. Le fibre afferenti viscerali trasmettono la sensazione di dolore lungo le fibre simpatiche ai gangli spinali e ai segmenti del midollo spinale T11-L2. Il dolore viene spesso percepito nel dermatomo corrispondente, per cui il dolore al fianco può essere un dolore riferito proveniente dal rene.

## Struttura

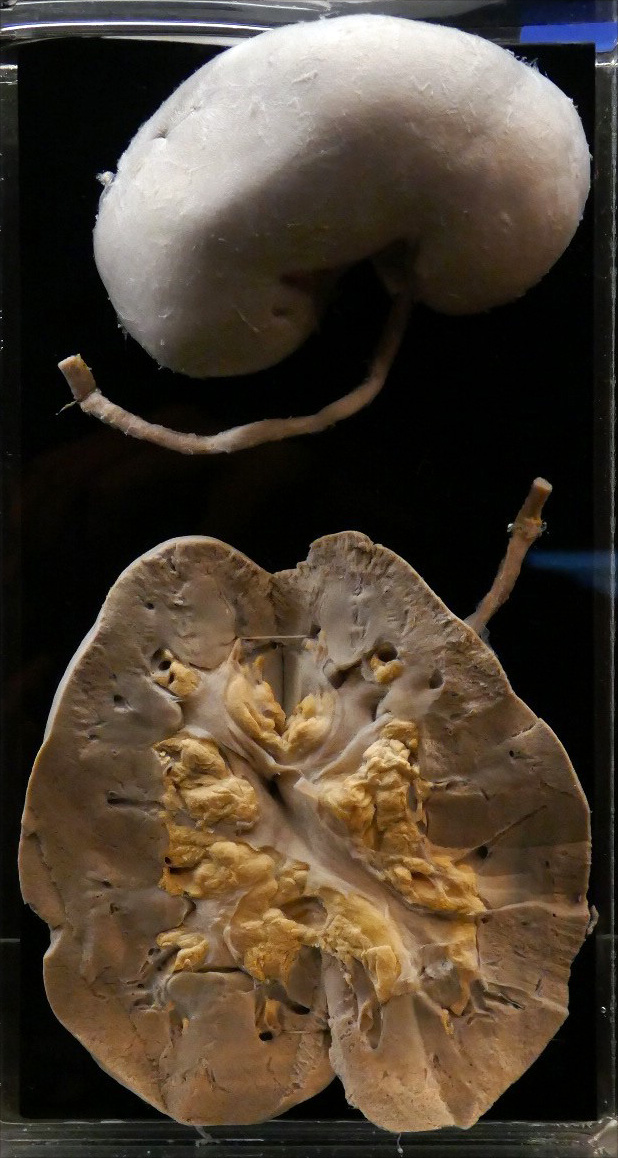
Rene sezionato frontalmente e aperto, in maniera tale da apprezzare il contenuto del seno renale.

I reni sono organi a forma di fagiolo, con concavità mediale e convessità laterale, e pesano generalmente tra i 150 e i 200 g negli uomini e circa 120-135 g nelle donne. Ogni rene ha all’incirca le dimensioni di un pugno chiuso e mediamente hanno:
- lunghezza: 10-12 cm
- larghezza: 5-7 cm
- spessore: 3-5 cm

Ogni rene è rivestito da una capsula a doppio strato ed è circondato da grasso perinefrico, dal complesso fasciale renale e da grasso paranefrico.

### Anatomia macroscopica
Il rene è composto da due regioni:
- la corticale
- la midollare

La corticale è costituita da corpuscoli di Malpighi, tubuli contorti, tubuli retti, tubuli collettori, dotti collettori e vasi sanguigni. I raggi midollari, formati da tubuli retti e dotti collettori, si estendono dalla midollare verso la corticale. La midollare contiene anche la vasa recta, una rete di capillari fondamentale per il sistema di scambio controcorrente.
Le piramidi sono strutture coniche formate dalla raccolta dei tubuli nella midollare, orientate con la base verso la corticale e gli apici verso l’ilo renale. Le papille agli apici delle piramidi si estendono nei calici minori e drenano attraverso i dotti collettori alle loro estremità, nella cosiddetta area cribrosa. Un dotto collettore e il gruppo di nefroni che esso drena sono definiti lobulo.
Un'arteriola afferente fornisce sangue a una rete di anse capillari chiamata glomerulo, che è circondata da un epitelio a doppio strato, la capsula di Bowman, formando insieme un corpuscolo renale. Un'arteriola efferente drena il glomerulo e si trasforma nella vasa recta, che irrora i tubuli renali.
Distalmente alla capsula di Bowman si trovano, in sequenza: il tubulo contorto prossimale, il tubulo rettilineo prossimale o tratto discendente spesso dell’ansa di Henle, il tratto discendente sottile dell’ansa di Henle, il tratto ascendente sottile dell’ansa di Henle, il tubulo rettilineo distale o tratto ascendente spesso dell’ansa di Henle, il tubulo contorto distale, il tubulo collettore, il dotto collettore corticale, il dotto collettore midollare, il dotto papillare, il calice minore, il calice maggiore, la pelvi renale e infine l’uretere.
I tubuli iniziano nella corticale, discendono nella midollare, compiono una curva a forcina nel tratto sottile dell’ansa di Henle e risalgono verso la corticale vicino al corpuscolo renale originario.

### Anatomia microscopica
I nefroni sono le unità funzionali del rene. Ogni rene adulto contiene circa 2 milioni di nefroni. La barriera di filtrazione glomerulare del corpuscolo renale è composta dall’endotelio fenestrato dei capillari glomerulari, dalla membrana basale glomerulare (GBM) e dallo strato viscerale della capsula di Bowman, che contiene i podociti che si estendono attorno ai capillari. I pedicelli che si diramano dai podociti si connettono tra loro, lasciando spazi chiamati fessure di filtrazione, che sono ricoperte dal diaframma di fessura.
La membrana basale glomerulare è composta da tre strati:
- la lamina rara esterna,
- la lamina rara interna,
- la lamina densa.

Lo strato parietale della capsula di Bowman è costituito da epitelio pavimentoso semplice ed è separato dallo strato viscerale dallo spazio di Bowman. Le cellule mesangiali si trovano in tutto il corpuscolo renale, al di fuori dei capillari. L’apparato juxtaglomerulare è composto da cellule mesangiali specializzate situate all’esterno del corpuscolo renale, cellule juxtaglomerulari e dalla macula densa. Il tratto ascendente spesso dell’ansa di Henle ritorna al glomerulo originario, formando cellule specializzate che si trovano lungo l’arteriola afferente, chiamate macula densa.

## Derivazione embriologica
Il rene dei mammiferi si sviluppa dal mesoderma intermedio. Lo sviluppo renale (nefrogenesi) avviene in tre fasi successive:
1. pronefro
2. mesonefro
3. metanefro.

Il pronefro, situato nella regione cervicale, è composto da unità escretorie vestigiali (nefrotomi) che compaiono all'inizio della quarta settimana di sviluppo e regrediscono entro la fine della stessa settimana. Con la regressione del pronefro, il mesonefro si origina dal mesoderma intermedio, estendendosi dai segmenti toracici superiori a quelli lombari superiori.

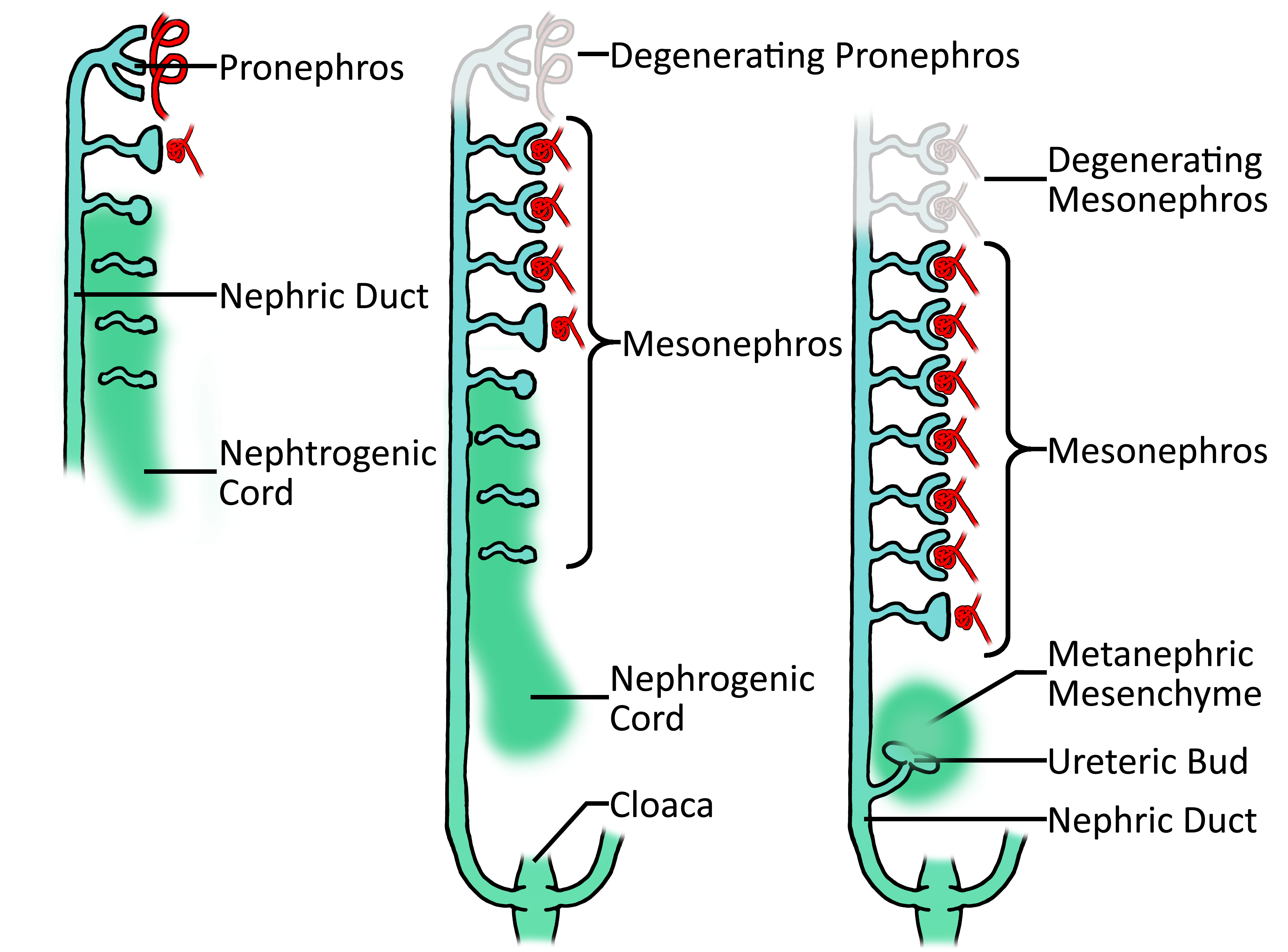
Sviluppo dei nefroni

È composto da unità escretorie che si allungano, formano un’ansa e sviluppano capillari per costituire un corpuscolo renale (glomerulo circondato dalla capsula di Bowman). Il tubulo escretore si connette a un dotto collettore chiamato dotto mesonefrico o dotto di Wolff. Entro circa la sesta settimana, sono presenti due organi bilaterali.
Il metanefro compare nella quinta settimana ed è composto da unità escretorie derivate dal mesoderma metanefrico. Il dotto di Wolff si evagina per formare il gemma ureterica, che viene stimolata dall’interazione tra l'inibitore della tirosina chinasi RET e il fattore neurotrofico derivato dalle cellule gliali (GDNF), e tra l'inibitore della tirosina chinasi MET e il fattore di crescita degli epatociti (HGF). La produzione di GDNF e HGF è regolata da WT1, un fattore di trascrizione espresso dal mesenchima metanefrico.
In condizioni fisiologiche normali, l’interazione segnaletica provoca la dilatazione della gemma ureterica, che diventa la pelvi renale e l’uretere, e poi si divide nei calici maggiori entro la fine della sesta settimana. Dalle calici derivano poi delle gemme che si dividono in tubuli alla settima settimana e vengono assorbite dai tubuli in sviluppo nella periferia, diventando i calici minori.
Generazioni successive di tubuli collettori continuano a svilupparsi e convergono per formare le piramidi renali. I tubuli inducono il cappuccio del tessuto metanefrico tramite il fattore di crescita dei fibroblasti 2 (FGF2) e la proteina morfogenetica ossea 7 (BMP7) a formare tubuli a forma di S e capillari che diventano i glomeruli.
Il glomerulo distale si connette ai tubuli connettivi, mentre il glomerulo prossimale si sviluppa nella capsula di Bowman circostante. Il tubulo si allunga formando il tubulo contorto prossimale, l’ansa di Henle e il tubulo contorto distale. Questi tubuli e i corpuscoli renali costituiscono l’unità escretoria funzionale, il nefrone. I nefroni sono funzionali e producono urina già dalla dodicesima settimana, e continuano a formarsi fino a raggiungere circa 1 milione per rene alla nascita.

## Funzione
I reni svolgono diverse funzioni importanti, tra cui:
- l’escrezione di prodotti di scarto come ammoniaca e urea,
- la regolazione degli elettroliti e l’equilibrio acido-base
- partecipazione alla gluconeogenesi sistemica
- produzione o attivazione di ormoni

Rivestono un ruolo fondamentale nel controllo della pressione sanguigna e nel mantenimento del volume intravascolare attraverso il sistema renina-angiotensina-aldosterone. Sono inoltre responsabili del riassorbimento di amminoacidi, elettroliti, calcio, fosfato, acqua e glucosio, nonché della secrezione degli ormoni calcitriolo ed eritropoietina.

### Metabolismo renale

Equilibrio acido-base tubulo prossimale

Equilibrio acido-base tubulo distale

Secondo solo al cuore per abbondanza mitocondriale, il rene svolge il compito ad alta intensità energetica di riassorbire soluti e acqua da oltre 100 litri al giorno di filtrato, con popolazioni cellulari distinte che eseguono compiti metabolici differenti in condizioni molto diverse di tensione dell’ossigeno e ambiente osmotico lungo il nefrone.
Negli esseri umani, i valori di pH possono essere inferiori a 1 nell’acido gastrico o superiori a 8 nel succo pancreatico. Tuttavia, il pH del sangue è normalmente intorno a 7,4, il che protegge gli organi dalle conseguenze nocive di variazioni estreme nella concentrazione di protoni. I polmoni e i reni sono i principali organi coinvolti nel mantenimento dell’omeostasi del pH. Svolgono questo compito regolando l’eliminazione di acidi e basi e, insieme alle ossa, supportano livelli adeguati di sistemi tampone extracellulari.
I reni proteggono in modo fondamentale l’omeostasi del pH attraverso il riassorbimento del bicarbonato e la generazione di nuovo bicarbonato. I reni riassorbono quasi l’intera quantità di bicarbonato filtrato, con circa:
- 70–80% riassorbito nei tubuli prossimali
- 10–15% nel tratto ascendente spesso dell’ansa di Henle
- 4–6% nel tubulo contorto distale
- Il restante nel dotto collettore

In ogni segmento del nefrone, il meccanismo utilizzato è lo stesso: la secrezione di H⁺. Quando gli ioni H⁺ vengono trasferiti dallo spazio intracellulare a quello luminale, reagiscono con una molecola di HCO₃⁻ formando H₂CO₃. Questa, grazie all’azione catalitica delle anidrasi carboniche, si trasforma in CO₂ e H₂O:
{\displaystyle {\ce {HCO3^- + H^+ <=> H2CO3 <=> CO2 + H2O}}}
La CO₂ entra nella cellula e, combinandosi con l’acqua, forma nuovamente H⁺ e HCO₃⁻. Quindi, l’H⁺ secreto deriva anch’esso dalla stessa reazione: l’idratazione del CO₂. In sintesi, per ogni H⁺ secreto, si forma una molecola di bicarbonato all’interno della cellula. Questo bicarbonato viene riassorbito attraverso la membrana basolaterale e ritorna nel flusso sanguigno.
Nel tubulo prossimale, il movimento di H⁺ avviene principalmente tramite lo scambiatore sodio-idrogeno NHE3 presente nella membrana apicale, ma anche tramite la pompa H⁺ ATPasi. Il bicarbonato viene riassorbito soprattutto tramite il cotransportatore sodio-bicarbonato elettrogenico NBCe1, ma anche tramite lo scambiatore di anioni AE2 nel segmento 3 del tubulo prossimale. Meccanismi simili sono presenti lungo tutto il nefrone, con variazioni nei paraloghi proteici coinvolti. Un ulteriore meccanismo di escrezione dei protoni avviene tramite la pompa K⁺/H⁺ ATPasi nelle cellule intercalate di tipo A.
I reni presentano un meccanismo di secrezione del bicarbonato nel dotto collettore. La pendrina (SLC26A4), uno scambiatore Cl⁻/HCO₃⁻ che funziona come proteina secernente bicarbonato, è stata identificata nelle cellule intercalate di tipo B e nelle cellule intercalate non-A non-B. La secretina stimola l'attività del regolatore della conduttanza transmembrana della fibrosi cistica (CFTR) e della pendrina. Questi due elementi agiscono in sinergia promuovendo la secrezione di bicarbonato nelle cellule intercalate di tipo B del dotto collettore.
La formazione di nuovo bicarbonato avviene attraverso due meccanismi principali:
- ammoniogenesi
- escrezione di acidi titolabili

Questi meccanismi furono identificati nei primi decenni del XX secolo, quando Henderson riconobbe che l’escrezione di ammonio e fosfati era essenziale per il mantenimento dell’equilibrio acido-base. Altre forme di acidi urinari erano già state riconosciute all’epoca, e questi acidi vennero definiti acidi titolabili, ma ricevettero anche altri nomi, come acidi liberi.
L’escrezione di acidi titolabili è un processo semplice, che deriva dal legame di un protone secreto con basi diverse dal bicarbonato. Di conseguenza, il bicarbonato viene formato all’interno della cellula senza che venga consumato bicarbonato nel lume tubulare.
Al contrario, la formazione di bicarbonato tramite ammoniogenesi richiede passaggi che coinvolgono quasi tutto il nefrone. La formazione dell’ammonio avviene nel tubulo prossimale attraverso reazioni biochimiche che iniziano dalla glutammina. Questo amminoacido viene metabolizzato nei mitocondri, producendo α-chetoglutarato, che partecipa alla gluconeogenesi citosolica. I passaggi mitocondriali e citosolici generano complessivamente due molecole di bicarbonato e ammoniaca per ogni molecola di glutamina.
L’ammoniaca viene secreta nel lume tubulare e, insieme a H⁺, forma ammonio. Se il nefrone terminasse dopo il tubulo prossimale, la storia finirebbe qui con una formazione positiva di nuovo bicarbonato. Tuttavia, se l’ammonio ritorna nel circolo sanguigno, esso consumerà bicarbonato nel fegato attraverso il ciclo dell’urea, negando così la formazione di nuovo bicarbonato.
L’escrezione dell’ammonio non segue il percorso di molti altri ioni che viaggiano attraverso il lume tubulare fino all’uretere. Al contrario, la maggior parte dell’ammonio viene riassorbita nel tratto ascendente spesso dell’ansa di Henle e secreta nuovamente nel tratto discendente sottile o nel dotto collettore, bypassando parzialmente il tubulo contorto distale. Nel interstizio renale, le sulfatidi facilitano la ritenzione dell’ammonio, che diffonde passivamente come ammoniaca nel dotto collettore tramite RhCG e forse anche come ammoniaca o ammonio tramite RhBG.

## Patologia

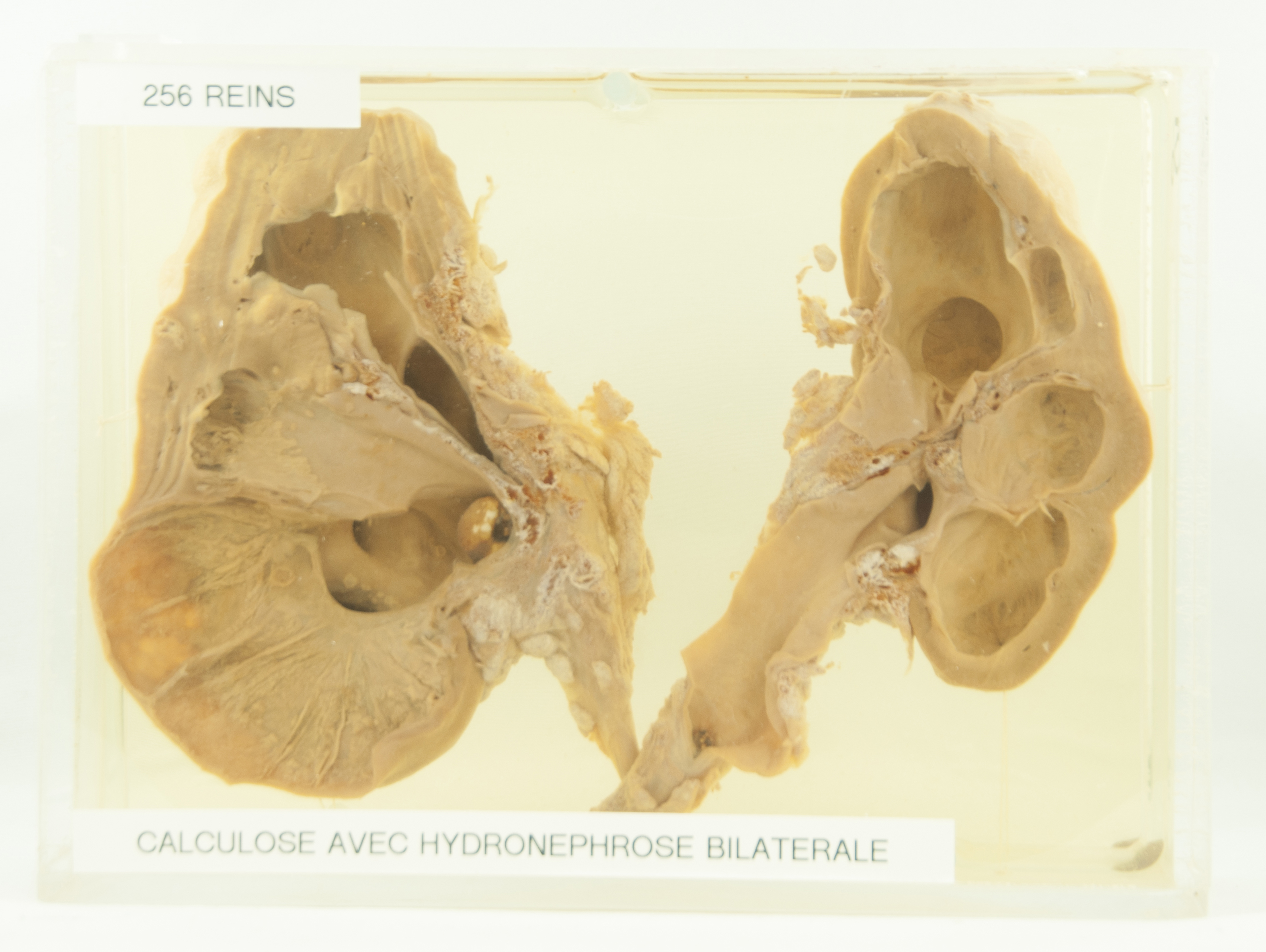
Calcolosi renale

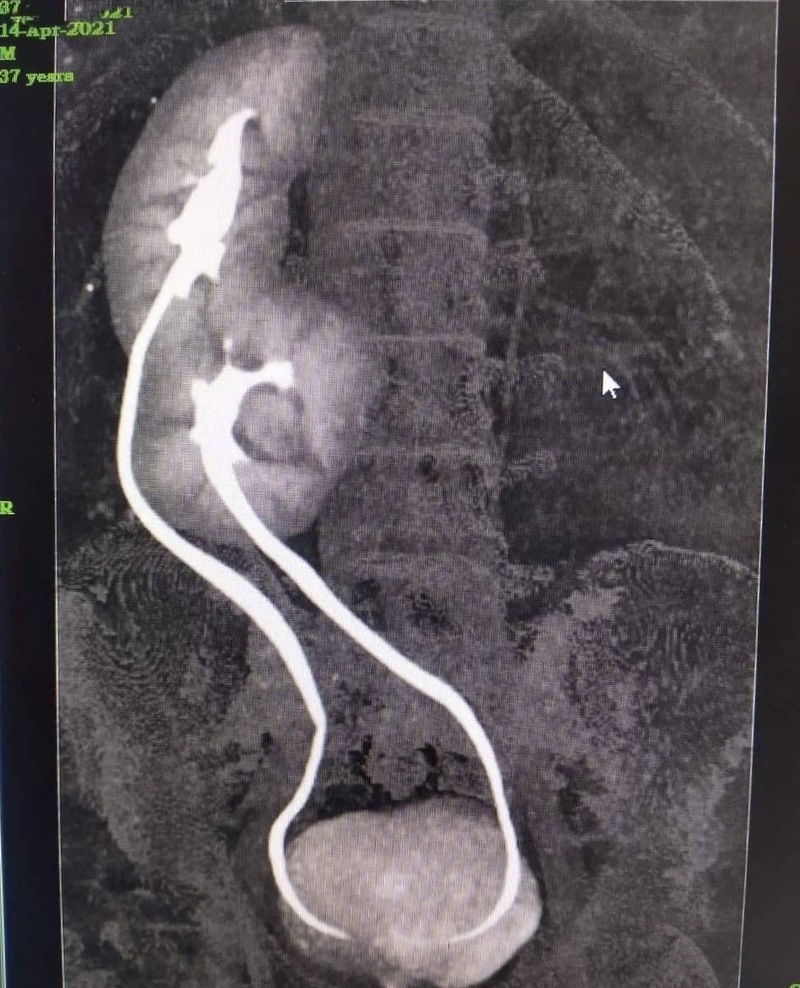
Ectopia renale

La malattia renale è definita come la presenza di un processo o di una funzione anomala nel rene.
Se i poli superiori dei reni sono orientati lateralmente, ciò potrebbe indicare la presenza di un rene a ferro di cavallo o una massa renale nel polo superiore. Una mutazione nel gene WT1 sul cromosoma 11p13 causa il tumore di Wilms ed è associata ad altre sindromi. Il fallimento dell’interazione tra la gemma ureterica e il mesenchima, che può essere causato da una mutazione nei geni che regolano il GDNF, può provocare agenesia renale e sindrome di Potter.
La vena renale sinistra passa posteriormente all’arteria mesenterica superiore e anteriormente all’aorta per raggiungere la vena cava inferiore, rendendola vulnerabile alla sindrome da intrappolamento della vena renale per compressione tra le due arterie. Quando si verificano anomalie nell'ascesa dei reni, durante la 6°-9° settimana di gestazione, si parla di ectopia renale (es. rene pelvico, rene toracico, ectopia renale incrociata).
Sempre durante il processo di ascesa i reni sono sottoposti ad una rotazione di 90°, anomalie durante questa fase possono portare alla cosiddetta malrotazione renale. Le calcolosi non ostruttive del rene generalmente non causano dolore o coliche renali. Il dolore renale è tipicamente causato da:
- ostruzione e dilatazione
- infiammazione
- infezione
- ischemia

La ridotta funzionalità renale influisce direttamente sul metabolismo sistemico, causando sia resistenza periferica all’insulina sia deperimento proteico-energetico.